# Terwisscha
Terwisscha (Stellingwerfs: Terwissche) is een buurtschap in de gemeente Ooststellingwerf, in de Nederlandse provincie Friesland.
Het ligt ten westen van Appelscha, waar het officieel onder valt. De buurtschap werd 1565 als Terwisch en Ter wijsga vermeld, in 1664 als Terswiga en 1840 Terwisga. De plaatsnaam verwijst waarschijnlijk naar een nederzetting bij (ter) een 'natte weide' (wisch). De plaats ligt ook tussen de Legepoeldijk van Langedijke en de Westerse es van Appelscha in. Soms wordt ook gedacht dat het naar een familienaam is vernoemd, Terswiga.
Heel groot is Terwisscha nooit geweest, in 1840 was er zelfs maar sprake van één woning met wel 18 bewoners.  Daarna groeide het wel weer. Anno 2018 bestaat uit circa 15 woningen. Bij de aansluiting met de Legepoeldijk ligt de buurtschap De Bult.
In Terwisscha ligt het bezoekerscentrum van het Nationaal Park Drents-Friese Wold. Ook staat er een drinkwaterpompstation van Vitens. In 2016 werd besloten dat de drinkwaterwinning Terwisscha gehalveerd moest worden vanwege het feit dat het nationale park onderdeel was geworden van Natura 2000.